# Más ritmusra
A Más ritmusra (eredeti cím: Work It) 2020-ban bemutatott amerikai táncos-filmvígjáték, melyet Laura Terruso rendezett, valamint Alicia Keys, Leslie Morgenstein és Elysa Koplovitz Dutton készített. A főszerepben Sabrina Carpenter, Liza Koshy, Keiynan Lonsdale, Michelle Buteau és Jordan Fisher látható.
2020. augusztus 7-én mutatta be a Netflix.
A forgatás 2019. június és augusztus között zajlott Torontóban.

## Cselekmény
Egy fiatal lány, Quinn Ackerman jelentkezik a Duke Egyetemre, amiről mindig is álmodott. Az odavaló felvétele, az általa hazudott táncversenyétől függ. Ezért szedett-vetett táncos csapatot toboroz, hogy legyőzze az iskola legjobb csoportját. Felkeresi a profi tánckoreográfus Jake Taylort, aki megtanítja őket a tánc egyes fortélyaira.
Az idő múlásával Quinn és Jake szerelmesek lesznek egymásba.

## Szereplők
| Szerep                     | Színész              | Magyar hang        |
| -------------------------- | -------------------- | ------------------ |
| Quinn Ackerman             | Sabrina Carpenter    | Csifó Dorina       |
| Jasmine Hale               | Liza Koshy           | Bogdányi Titanilla |
| Julliard Pembroke / Isaiah | Keiynan Lonsdale     | Ungvári Gergely    |
| Veronica Ramirez           | Michelle Buteau      | ?                  |
| Jake Taylor                | Jordan Fisher        | Baráth István      |
| Charlie                    | Drew Ray Tanner      | Csiby Gergely      |
| Ruthie                     | Jayne Eastwood       | ?                  |
| Maria Ackerman             | Naomi Snieckus       | Kocsis Mariann     |
| Trinity                    | Briana Andrade-Gomes | ?                  |
| Brit Turner                | Kalliane Bremault    | ?                  |
| Holló                      | Bianca Asilo         | ?                  |
| Neil Robles                | Chris Royo           | ?                  |
| DJ Kazi                    | Nathaniel Scarlette  | ?                  |
| Robby G.                   | Tyler Hutchings      | ?                  |
| Priya Singh                | Indiana Mehta        | Pekár Adrienn      |

## Bemutató
2020. augusztus 7-én jelent meg a Netflixen. A Más ritmus volt a legnézettebb film a debütáló hétvégén.